# PURE (酒井法子の曲)
「PURE」は、1999年4月1日にリリースされた酒井法子の32枚目のシングルである。

## 解説
「PURE」はカネボウ化粧品「フレッツェルホワイトC」とTBS系情報番組『噂の!東京マガジン』のエンディングテーマに起用された。
カップリングの「フォトグラフ」は酒井が出演したNHKドラマ『遠い親戚 近くの他人?』の主題歌に起用された。

## 売上
週間オリコンチャートにおいては50位を記録（売上枚数1万枚）。登場週数は3週。

## 収録曲
- 全曲編曲：土方隆行

1. PURE
  - 作詞：藤井フミヤ / 作曲：増本直樹
2. フォトグラフ
  - 作詞：富田京子 / 作曲：奥居香
3. PURE（オリジナル・カラオケ）
4. フォトグラフ（オリジナル・カラオケ）

## 収録アルバム
- PURE COLLECTION
- 大好き〜My Moments Best〜
- NORIKO BOX 30th Anniversary Mammoth Edition
- Premium Best